# The Boulet Brothers' Dragula (2.ª temporada)
A segunda temporada de The Boulet Brothers' Dragula foi uma competição apresentada pelas drag queens americanas The Boulet Brothers. A primeira temporada inicialmente foi ao ar no canal de YouTube Hey Qween!
A segunda temporada estreou em 31 de Outubro de 2017 e finalizou em 16 de Janeiro de 2018, sendo distribuída pelo canal OutTV no Canadá, pela Prime Video nos EUA e no Reino Unido, pela SBS Viceland na Austrália e pela WOW Presents internacionalmente. A temporada contou com 10 participantes dos EUA, competindo por um prêmio de US$ 10.000 e o título de próximo Supermonstro Drag do Mundo.
A vencedora da segunda temporada foi Biqtch Puddin', ganhando um prêmio de US$ 10.000, com James Majesty e Victoria Elizabeth Black como finalistas.
Em 2020, Dahli, Kendra Onixxx e Victoria Elizabeth Black participaram do spin-off The Boulet Brothers' Dragula: Resurrection, concorrendo a uma vaga na quarta temporada. As três foram exterminadas, entretanto Dahli sobreviveu.
Em 2022, Abhora, Erika Klash, Kendra Onixxx e Victoria Black retornam ao reality na primeira temporada de Titans, spin-off com participantes retornantes de outras temporadas para mais uma chance na competição pelo título de Supermonstro Drag do Mundo. Kendra terminou em nono lugar, Erika em oitavo, Abhora em sétimo lugar (originalmente décimo) e Victoria foi a vencedora da temporada.
Em 2024, James Majesty, agora pelo nome de Majesty, volta à competição (via processo de seleção) na sexta temporada. Majesty desistiu da competição e terminou em nono lugar.

## Participantes
As drag monsters, que competiram para ser a próxima Drag Supermonstro do Mundo, da segunda temporada de The Boulet Brothers' Dragula foram:
(Idades na época de exibição)
| Participante             | Idade | Origem            | Colocação                                        |
| ------------------------ | ----- | ----------------- | ------------------------------------------------ |
| Biqtch Puddin'           | 26    | Atlanta, GA       | Vencedora (em 16 de Janeiro de 2018)             |
| James Majesty            | 23    | Seattle, WA       | Finalistas (em 16 de Janeiro de 2018)            |
| Victoria Elizabeth Black | 23    | Orlando, FL       | Finalistas (em 16 de Janeiro de 2018)            |
| Abhora                   | 27    | Atlanta, GA       | 4º Lugar (Exterminada em 19 de Dezembro de 2017) |
| Disasterina              | 50    | Los Angeles, CA   | 5º Lugar (Exterminada em 5 de Dezembro de 2017)  |
| Erika Klash              | 33    | São Francisco, CA | 6º Lugar (Exterminada em 28 de Novembro de 2017) |
| Dahli                    | 26    | Phoenix, AZ       | 7º Lugar (Exterminada em 21 de Novembro de 2017) |
| Kendra Onixxx            | 32    | Riverside, CA     | 8º Lugar (Exterminada em 14 de Novembro de 2017) |
| Monikkie Shame           | 28    | Seattle, WA       | 9º Lugar (Exterminada em 7 de Novembro de 2017)  |
| Felony Dodger            | 29    | Los Angeles, CA   | 10º Lugar (Exterminada em 31 de Outubro de 2017) |

## Progresso das Participantes
| Participante             | 1      | 2      | 3      | 4      | 5      | 6      | 8      | 9         | 10        |
| ------------------------ | ------ | ------ | ------ | ------ | ------ | ------ | ------ | --------- | --------- |
| Biqtch Puddin'           | SALVA  | BTM6   | VENCEU | BOM    | VENCEU | BOM    | BOM    | Finalista | Vencedora |
| James Majesty            | VENCEU | BTM6   | SALVA  | VENCEU | BOM    | BTM3   | VENCEU | Finalista | Finalista |
| Victoria Elizabeth Black | BOM    | VENCEU | BTM2   | BOM    | BTM3   | BOM    | BOM    | Finalista | Finalista |
| Abhora                   | BOM    | BOM    | RUIM   | BTM3   | BTM3   | VENCEU | EXTRM  | Convidada |           |
| Disasterina              | BOM    | BTM6   | BOM    | SALVA  | BOM    | EXTRM  |        | Convidada |           |
| Erika Klash              | BTM3   | BTM6   | BOM    | BTM3   | EXTRM  |        |        | Convidada |           |
| Dahli                    | BOM    | BOM    | BOM    | EXTRM  |        |        |        | Convidada |           |
| Kendra Onixxx            | RUIM   | BTM6   | EXTRM  |        |        |        |        | Convidada |           |
| Monikkie Shame           | BTM3   | EXTRM  |        |        |        |        |        | Convidada |           |
| Felony Dodger            | EXTRM  |        |        |        |        |        |        | Convidada |           |

     A participante venceu The Boulet Brothers' Dragula Season 2.
     As participantes foram as finalistas.
     A participante venceu o desafio.
     A participante recebeu críticas positivas, mas foi declarada "salva" no último instante.
     A participante recebeu críticas negativas, mas foi declarada "salva" no último instante.
     A participante esteve apta à exterminação.
     A participante ganhou o desafio, mas também esteve apta à exterminação.
     A participante foi exterminada.

## Exterminações
| Episódio | Participantes            | Participantes | Participantes            | Desafio                                                            | Exterminado    |
| -------- | ------------------------ | ------------- | ------------------------ | ------------------------------------------------------------------ | -------------- |
| 1        | Erika Klash              | Erika Klash   | Erika Klash              | Ter a maior quantidade possível de agulhas perfuradas na sua pele. | Felony Dodger  |
| 1        | Felony Dodger            |               |                          | Ter a maior quantidade possível de agulhas perfuradas na sua pele. | Felony Dodger  |
| 1        | Monikkie Shame           |               |                          | Ter a maior quantidade possível de agulhas perfuradas na sua pele. | Felony Dodger  |
| 2        | Disasterina              | vs.           | Erika Klash              | Duelo de paintball à queima roupa.                                 | Monikkie Shame |
| 2        | James Majesty            | vs.           | Kendra Onixxx            | Duelo de paintball à queima roupa.                                 | Monikkie Shame |
| 2        | Biqtch Puddin'           | vs.           | Monikkie Shame           | Duelo de paintball à queima roupa.                                 | Monikkie Shame |
| 3        | Kendra Onixxx            | vs.           | Victoria Elizabeth Black | Receber a pior tatuagem imaginável.                                | Kendra Onixxx  |
| 4        | Abhora                   | Abhora        | Abhora                   | Consumir um banquete de três pratos de "comida alienígena".        | Dahli          |
| 4        | Dahli                    |               |                          | Consumir um banquete de três pratos de "comida alienígena".        | Dahli          |
| 4        | Erika Klash              |               |                          | Consumir um banquete de três pratos de "comida alienígena".        | Dahli          |
| 5        | Abhora                   | Abhora        | Abhora                   | Responder perguntas enquanto conectada a um detector de mentiras.  | Erika Klash    |
| 5        | Erika Klash              |               |                          | Responder perguntas enquanto conectada a um detector de mentiras.  | Erika Klash    |
| 5        | Victoria Elizabeth Black |               |                          | Responder perguntas enquanto conectada a um detector de mentiras.  | Erika Klash    |
| 6        | Abhora                   | Abhora        | Abhora                   | Manter os pés em um balde de água com gelo durante meia hora.      | Disasterina    |
| 6        | Disasterina              |               |                          | Manter os pés em um balde de água com gelo durante meia hora.      | Disasterina    |
| 6        | James Majesty            |               |                          | Manter os pés em um balde de água com gelo durante meia hora.      | Disasterina    |
| 8        | James Majesty            | vs.           | Victoria Elizabeth Black | Duelar na "Wasteland Weekend Thunderdome".                         | Abhora         |
| 8        | Abhora                   | vs.           | Biqtch Puddin'           | Duelar na "Wasteland Weekend Thunderdome".                         | Abhora         |

     A participante foi exterminada após sua primeira participação em um desafio de exterminação.
     A participante foi exterminada após sua segunda participação em um desafio de exterminação.
     A participante foi exterminada após sua quarta participação em um desafio de exterminação.
     A participante foi exterminada no desafio de exterminação final.

## Jurados convidados
| Episódio | Jurados convidados                                                              |
| -------- | ------------------------------------------------------------------------------- |
| 1        | Gage Munster, artista de maquiagem Willam, drag queen                           |
| 2        | Miss Kitty                                                                      |
| 3        | Magnus Hastings, fotógrafo Michael Schmidt                                      |
| 4        | Alaska Thunderfuck, drag queen e cantora Heklina, drag queen                    |
| 5        | Miss Coco Peru, artista drag, ator e comediante Peaches Christ, drag queen      |
| 6        | Bible Girl, drag queen e personalidade da internet Darren Stein, diretor        |
| 7        | Vander von Odd, vencedora da primeira temporada de The Boulet Brothers' Dragula |
| 8        | Vander von Odd, vencedora da primeira temporada de The Boulet Brothers' Dragula |

## Episódios
| Episódio | Título                         | Data de exibição original | Resumo do episódio |
| -------- | ------------------------------ | ------------------------- | --- |
| 1        | Get Hooked                     | 31 de Outubro de 2017     | Desafio do Floor Show: Criar e apresentar um look inspirado nos cenobitas, da série de filmes Hellraiser. Prêmio do Floor Show: Uma cópia autografada de "Next Testament", livro do Clive Barker. Vencedor do Floor Show: James Majesty. Desafio de Exterminação: Aguentar o maior número de agulhas perfurando sua pele, sendo exterminado o participante que tiver menos agulhas. Paricipantes: Erika Klash, Felony Dodger e Monikkie Shame Exterminado: Felony Dodger                  |
| 2        | Apparitions of the West        | 7 de Novembro de 2017     | Desafio do Floor Show: Criar um look inspirado nos nos fantasmas do velho oeste. Vencedor do Floor Show: Victoria Elizabeth Black. Desafio de Exterminação: Duelo de paintball à queima roupa. Paricipantes: Biqtch Puddin', Disasterina, Erika Klash, James Majesty, Kendra Onixxx e Monikkie Shame Exterminado: Monikkie Shame |
| 3        | Drag Monsters of Rock          | 14 de Novembro de 2017    | Desafio do Floor Show: Criar e apresentar um look com inspirações em rock/punk rock e, em bandas, perfomar um lipsync da música "Pissed Away", de Suckerpunch. - The Fake: Abhora, James Majesty, Kendra Onixxx e Victoria Elizabeth Black - PMS: Biqtch Puddin', Dahli, Disasterina e Erika Klash Vencedor do Floor Show: Biqtch Puddin'. Desafio de Exterminação: Receber a pior tatuagem imaginável. Paricipantes: Kendra Onixxx e Victoria Elizabeth Black Exterminado: Kendra Onixxx |
| 4        | Science Fiction Double Feature | 21 de Novembro de 2017    | Desafio do Floor Show: Criar e apresentar um look alienígena e dar à luz a um bebê com base no look. Prêmio do Floor Show: Um conjunto de cosméticos da Obsessive Compulsive Cosmetics. Vencedor do Floor Show: James Majesty. Desafio de Exterminação: Consumir um banquete de três refeições de comida alienígena. Paricipantes: Abhora, Dahli e Erika Klash Exterminado: Dahli |
| 5        | Scream Queens                  | 28 de Novembro de 2017    | Desafio do Floor Show: Criar um look de scream queen e atuar em um filme de terror. Vencedor do Floor Show: Biqtch Puddin'. Desafio de Exterminação: Responder perguntas enquanto conectadas à um polígrafo (detector de mentiras). Paricipantes: Abhora, Erika Klash e Victoria Elizabeth Black Exterminado: Erika Klash |
| 6        | Til Death Do us Part           | 5 de Dezembro de 2017     | Desafio do Floor Show: Criar um look de noiva gótico, personalizar um leque da Dirt Squirrel e perfomar uma dublagem da música "Gutter Glitter", de Switchblade Symphony. Vencedor do Floor Show: Abhora. Desafio de Exterminação: Permanecer com os pés mergulhados em água com gelo durante meia hora. Paricipantes: Abhora, Disasterina e James Majesty Exterminado: Disasterina |
| 7        | Welcome to Wasteland Part 1    | 12 de Dezembro de 2017    | Desafio do Floor Show: Participar de uma sessão de fotos em um deserto com temperaturas próximas de 38°C, em grupo. |
| 8        | Welcome to Wasteland Part 2    | 19 de Dezembro de 2017    | Desafio do Floor Show: Como um grupo, perfomar, seguindo um tema, na Wasteland Weekend Vencedor do Floor Show: James Majesty Desafio de Exterminação: Lutar na arena Wasteland Weekend Thunderdome. Paricipantes: James Majesty vs. Victoria Elizabeth Black, Abhora vs. Biqtch Puddin' Exterminado: Abhora |
| 9        | Last Supper                    | 9 de Janeiro de 2018      | O elenco da segunda temporada de Dragula se reúne. |
| 10       | Finale                         | 16 de Janeiro de 2018     | Desafio do Floor Show: Criar e apresentar três looks, realizando performances seguindo os três princípios de Dragula: glamour, filfth e horror. Prêmio do Floor Show: O título de mais novo Supermonstro Drag do Mundo e US$ 10.000. Vencedora da temporada: Biqtch' Puddin Finalistas: James Majesty e Victoria Elizabeth Black |